# III (The Lumineers)
| Recensione | Giudizio |
| ---------- | -------- |
| AllMusic   |          |

III è il terzo album in studio del gruppo musicale statunitense The Lumineers, pubblicato il 13 settembre 2019.

## Descrizione
Oltre a essere il terzo album dei Lumineers, il titolo dell'album fa riferimento al fatto che l'album è presentato in tre capitoli, ognuno incentrato su un diverso personaggio principale della famiglia immaginaria di Sparks. 

Il co-fondatore dei Lumineers, Jeremiah Fraites, ha dichiarato: 
 In un'intervista a NPR, Fraites e Schultz hanno spiegato come le loro vite sono state influenzate dalla dipendenza e che questo album aveva lo scopo di raccontare gli effetti della dipendenza su familiari e persone care. 
Dal 19 settembre 2019, i Lumineers hanno pubblicato 10 video musicali dai primi 10 brani dell'album, raccontando i personaggi principali e il loro viaggio vivendo insieme alla dipendenza.

## Tracce
1. Donna – 3:05
2. Life in the City – 3:51
3. Gloria – 3:36
4. It Wasn't Easy to Be Happy for You – 3:34
5. Leader of the Landslide – 5:54
6. Left for Denver – 3:16
7. My Cell – 3:16
8. Jimmy Sparks – 5:55
9. April – 0:50
10. Salt and the Sea – 4:30
11. Democracy – 6:44 (Leonard Cohen) – traccia bonus
12. Old Lady – 4:17 – traccia bonus
13. Soundtrack Song – 2:01 – traccia bonus

Durata totale: 50:49

## Formazione
Musicisti in studio
- Wesley Schultz − voce, chitarra
- Jeremiah Fraites  − piano, batteria, tamburello, chitarra, cori, sintetizzatori, vibrafono, piatti
- Byron Isaacs − basso, cori
- Lauren Jacobson − violino, cori
- Simone Felice − maracas, cori
- David Baron − sintetizzatori, tastiere, armonium
- Anneke Schaul-Yoder − violoncello[3]